# Кешоков, Алим Пшемахович
Али́м Пшемахович Кешо́ков (кабард.-черк. Кӏыщокъуэ Пщымахуэ и къуэ Алим; 22 июля 1914 — 29 января 2001) — советский кабардинский поэт, прозаик. Народный поэт Кабардино-Балкарской АССР (1964). Лауреат Государственной премии РСФСР имени М. Горького (1968). Герой Социалистического Труда (1990).

## Биография
Родился 9 (22) июля 1914 год в селении Шалушка (ныне Чегемский район КБР).
Отец — Кешоков Пшемахо Мирзабекович (1876—1937), после революции был председателем сельского ревкома, организатором колхоза, ранее работал сельским учителем. Мать — Кешокова Куоз Тлигуровна (1897—1973). Брат — Кешоков Рашид Пшемахович (1907—1975), писатель, полковник, начальник Уголовного розыска МВД Кабардино-Балкарской АССР.
Окончил двухлетнюю сельскую школу (1924—1926), открытую в 1923 году его отцом. Затем учился в Баксанской окружной сельскохозяйственной школе (ныне Кабардино-Балкарский сельскохозяйственный колледж), где преподавал основоположник кабардинской литературы Али Шогенцуков.
После окончания филологического отделения Второго Северо-Кавказского пединститута во Владикавказе (1931—1935) работал преподавателем кабардинского языка и литературы на областных учительских курсах для подготовки учителей сельских школ. В течение года преподавал русский язык и литературу на Кабардинском педагогическом рабочем факультете, а затем поступил в аспирантуру Центральном научно-исследовательском институте нерусских школ в Москве.
В 1938—1939 годах — директор Кабардино-Балкарского научно-исследовательский институт краеведения (ныне Институт гуманитарных исследований КБНЦ РАН) в Нальчике. Под его редакцией в 1940 году вышла книга «Нартские сказания».
В 1939—1940 гг. проходил действительную военную службу в г. Бобруйске (Белоруссия), после чего продолжил трудиться в Кабардино-Балкарском научно-исследовательском институте. Член КПСС с 1941 года.
Алим Кешоков написал первые стихи в 1924 году. Начал печататься в 1934 году. Его первый сборник стихов — «Бгы лъапэхэм деж» («У подножия гор», 1934), опубликованный на страницах альманаха «Къаруущӏэ» («Новая сила»).
Во время Великой Отечественной войны служил в Красной Армии кадровым офицером (1941—1945). Служил в 115-й Кабардино-Балкарской кавалерийской дивизии, был ранен во время битвы под Сталинградом. После выписки из госпиталя участвовал в освобождении Донбасса, Запорожья, Мелитополя, Крыма, Прибалтики.
В июне 1945 года был назначен министром просвещения Кабардино-Балкарской АССР и оставался в должности до 1948 года.
В 1948—1950 гг. — секретарь Кабардино-Балкарского обкома ВКП(б).
В 1950—1953 гг. — аспирант Академии общественных наук при ЦК КПСС (бывший Института красной профессуры).
В 1953—1959 гг. — заместитель председателя Совета Министров КБАССР.
С 1959 года Алим Кешоков — председатель Правления Союза писателей Кабардино-Балкарской АССР и секретарь Правления Союза писателей РСФСР, секретарь Правления Союза писателей СССР.
В 1970—1980 годах - Председатель Литературного фонда СССР.
Был членом Президиума Советского комитета солидарности стран Азии и Африки, Советского комитета по связям с писателями Азии и Африки.
Избирался депутатом Верховного Совета СССР 7—8 созывов (1966—1974), Верховного Совета РСФСР, Верховного Совета Кабардино-Балкарской АССР.
Последние годы жизни жил в Москве, где умер 29 января 2001 года. Похоронен на родовом кладбище в селении Шалушка неподалёку от Нальчика.

## Произведения и публикации
- «Бгы лъапэхэм деж» (У подножия гор, 1941)
- «Шум и гъуэгу» (Путь всадника, 1946)
- «Щӏалэгъуэ щӏыналъэ» (Земля молодости, 1948)
- «Стихи» (М., Сов. писатель, 1951)
- «Идя за партией» (1953)
- «В новом доме» (1955)
- «Стихи и поэмы» (1956)
- «Долголетие» (1957)
- «Стихотворения, поэмы» (1957)
- Девочка с косичками. Перевод Я. Козловского. М., 1957.
- «Черкесские мотивы» (1963)
- «Мывэхуабэ» (Теплые камни, 1964)
- «Желаю здоровья» (1964)
- «Заоблачные люди» (1964)
- «Бабий приказ» (1965)
- «У меня в гостях» (1966)
- «Полет ласточки» (1966)
- «Дамыгъэ» (Тавро. 1969)
- «Плечом к плечу» (1970)
- «Избранные произведения в двух томах», М., "Художественная литература, 1972. Переводы М. Петровых, Я. Козловского, Н. Гребнева, В. Звягинцевой, и др.
- «Земля добра и винограда» Москва, Современник, 1973, Переводы Н. Доризо, М. Петровых, Я. Козловского, Н. Гребнева, В. Звягинцевой, М. Светлова, С. Липкина,
- «Сломанная подкова» (Нал къута) (1973) — о подвиге 115-й Кабардино-Балкарской кавалерийской дивизии,
- «Вид с Белой горы» (М., Современник, 1974). Автобиографическая повесть, а также литературная критика советских кавказских авторов.
- «Кубок неба» Перевод Я. Козловского. (1975)
- «Талисман». Издательство Советская Россия, М. Переводы М. Петровых, Я. Козловского, Н. Гребнева, В. Звягинцевой, Д.Смирнова, В.Потаповой, П.Карабана (1976)
- «Батырыбжьэ» (Богатырская чаша. 1977)
- «Вагъуэ махуэ» (Звездный час, 1979)
- «Усэхэр» (Стихи. 1988)
- Алим Кешоков «Стихи-стрелы». Перевод Я. Козловского. (1981)
- Алим Кешоков «Свет в окне». Воениздат, М., 384 с. (1982), Перевод Я. Козловского, Н. Гребнева, В. Звягинцевой, М. Петровых
- Алим Кешоков. Звёздный час. Перевод Наума Гребнева и Я. Козловского. Современник, М., 1979.
- Алим Кешоков. Собрание сочинений в четырёх томах. М., Художественная литература, 1982.
- Алим Кешоков. Свет в окне. Стихи и поэмы. Военное издательство Министерства обороны СССР, М., 1982
- Алим Кешоков. Книга утра. Перевод Наума Гребнева, Я. Козловского. Советский писатель, М., 1983.
- А.Кешоков. Огонь для ваших очагов. Перевод Наума Гребнева, Я. Козловского. Современник, М., 1984.
- Алим Кешоков, Мёд воспоминаний. Авторизованный перевод с кабардинского Наума Гребнева и Я. Козловского, Современник, М., 1987.
- ПЕСНИ
- «Ладонь для птиц». Песня: Композитор Заурбек Жириков. Стихи А.Кешокова в переводе Н. Гребнева. Оригинальное стихотворение называется по первой строке «На мою ладонь садитесь, птицы». (по изданию: Алим Кешоков, «Книга утра», М., 1983, с. 213).

## Награды и премии
- Герой Социалистического Труда — Указом № 271 Президента СССР Михаила Сергеевич Горбачёва «О присвоении звания Героя Социалистического Труда тов. Кешокову А. П.» от 11 июня 1990 года «за выдающиеся заслуги в развитии советской литературы и плодотворную общественную деятельность»[1].
- два ордена Ленина (1984, 1990)
- Орден Октябрьской Революции (1974)
- три ордена Трудового Красного Знамени
- Орден Дружбы народов (26 июля 1994 года) — за большой вклад в развитие отечественной литературы, укрепление межнациональных культурных связей и плодотворную общественную деятельность[2]
- Орден Отечественной войны I степени
- два ордена Красной Звезды
- Орден «Знак Почёта»
- Медаль «За победу над Германией в Великой Отечественной войне 1941-1945 гг.»
- Медаль «За оборону Сталинграда»
- Государственная премия РСФСР имени М. Горького (1968, за роман «Вершины не спят»)
- Народный поэт Кабардино-Балкарской АССР (1964)
- Почётная грамота КБР (1994)
- Международная премия имени М. А. Шолохова в области литературы и искусства (1996)
- Почётный гражданин города Нальчика[3]

## Увековечение памяти

Памятная доска А. П. Кешокову и К. Ш. Кулиеву

- Улица Советская в Нальчике с 2006 года носит имя Алима Кешокова.[4]
- Перед зданием Администрации г. Нальчика в 2009 году был открыт памятник Алиму Кешокову.[5]
- В 2017 году в Ростове-на-Дону на здании Северо-Кавказского научного центра высшей школы Южного федерального университета Алиму Кешокову и Кайсыну Кулиеву установлена памятная доска.